# Flavi Josep
Josep, Josefus o Josep ben Maties (c. 37 - Roma, c. 100) (hebreu: יוסף בן מתתיהו, Iosef bar Mattitiahu o Iossef ben Mattitiahu‎, ‘Josep, fill de Maties'; grec antic: Ιώσηφος, Iốsêfos), després conegut com a Tit Flavi Josep (llatí: Titus Flavius Josephus) o, simplement, Flavi Josep, va ser un historiador jueu que deixà constància, en llengua grega, de les relacions entre l'Imperi Romà i el poble i la cultura jueves durant el segle I dC, i que redactà obres apologètiques sobre el judaisme primigeni.

## Biografia
Josep va néixer en el si d'una família sacerdotal de Judea lligada a la monarquia dels Asmoneus. El seu pare, Maties, era sacerdot a Jerusalem.
Va participar en la Primera guerra judeoromana (66-73). Sota l'imperi de Neró va ser enviat a Roma per negociar l'alliberament de sacerdots empresonats. Tot i que en un principi ell també va ser empresonat, aviat va quedar lliure gràcies a la intervenció de Popea, esposa de l'emperador. L'any 67 fou tramès pels governants jueus a Galilea com a governador per defensar la regió de l'exèrcit romà encapçalat per Vespasià. Assetjat a Jotapata (Yodfat), va haver de rendir la guarnició i Josep va ser fet presoner. Va ser conduït davant de Vespasià i li vaticinà que aviat esdevindria emperador. L'any 69, efectivament, després de les convulsions derivades del derrocament de Neró, el Senat va reconèixer Vespasià com a emperador, i Josep va ser alliberat. Es va mantenir pròxim a Tit, fill i hereu del nou emperador, i amb ell va participar en el setge i saqueig de Jerusalem.
L'any 70, morta la seva dona durant el setge de Jerusalem, es casà amb una altra dona jueva, capturada pels romans. La dona el deixà i l'any 70 es va casar amb una tercera dona, amb la qual tingué tres fills, dels quals només Flavi Hircà (Flavius Hyrcanus) va sobreviure a la infantesa. L'any 75 es divorcià i es casà amb una quarta dona, jueva també, de qui tingué dos fills més: Flavi Just (Flavius Justus) i Simònides Agrippa.
Sempre sota la protecció dels Flavis, l'any 71 s'establí a Roma, on se li va atorgar la ciutadania romana i prengué el nom de Titus Flavius Josephus, en honor dels seus patrons. També se li va concedir una pensió i allotjament. És a Roma on redactà les seves obres.

## Obra

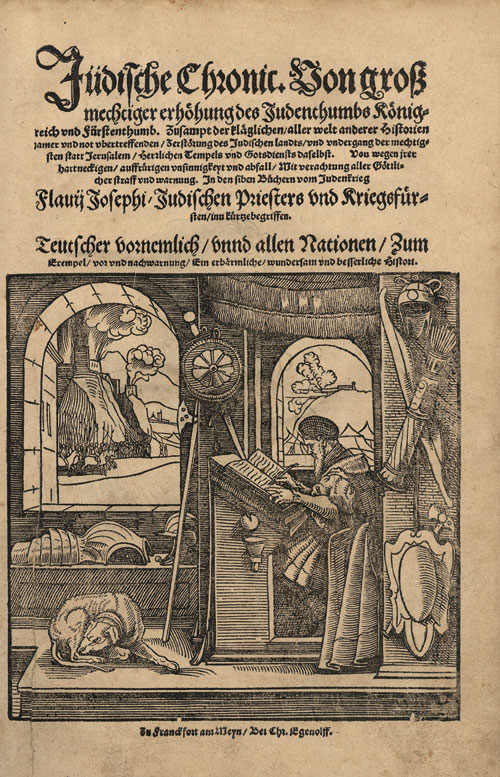
Flavi Josep, Antiguitats judaiques (edició de 1552)

Flavi Josep va escriure les següents obres:

### La guerra jueva
Originalment va ser escrita en arameu, però aviat (75-79) la traduí al grec (περὶ τοῦ Ἰουδαϊκοῦ πολέμου ἢ Ἰουδαϊκῆς ἱστορίας περί ἁλώσεως). En llatí va rebre el nom de Bellum Iudaicum.
Consta de set llibres, que exposen la història de la Primera guerra judeoromana, des de l'alçament de Judea contra els romans des de l'any 66 fins a la presa de Jerusalem l'any 70, fets dels quals ell va ser testimoni directe i protagonista. Aporta una visió personal de les revoltes contra els romans, les victòries i celebracions de Roma, la destrucció del Temple de Jerusalem, etc.
El llibre VI conté una completa descripció del famós Temple de Jerusalem que, juntament amb les presents a la Misnà i a la Bíblia, ha alimentat fortes controvèrsies al llarg de la història sobre la grandària i la forma de l'edifici. Durant el Renaixement els estudiosos van estar especialment dividits en dues tendències:
1. La liderada per filòlegs, com l'hebraista espanyol Benito Arias Montano, que amb una forta base filològica defensaven la continuïtat de l'edifici rectangular que Herodes el Gran va construir sobre el solar del Temple de Salomó en el mont Morià.
2. La liderada per religiosos, com l'arquitecte cordovès Juan Bautista Villalpando, que defensaven la descripció de la Bíblia del temple quadrat que el profeta Ezequiel va somiar que es construiria sobre les ruïnes del salomònic.

### Antiguitats judaiques
Les "Antiguitats judaiques" (Ἰουδαϊκὴ ἀρχαιολογία) van ser escrites en grec per a patrons gentils. L'obra comprèn vint llibres, acabats vers els anys 93-94, que, partint del model de les Antiguitats romanes de Dionís d'Halicarnàs, adapten la història del poble jueu a la mentalitat romana.
La primera part (llibres I-X) és, a grans trets, una adaptació dels relats de la Torà, mentre que la segona (llibres XI-XX) constitueix un document històric de primer ordre.
El llibre XVIII conté un cèlebre esment a Jesús de Natzaret que ha rebut el nom de Testimoni flavià. Aquesta menció, juntament amb les referències que en fan Tàcit i Suetoni, són les úniques fonts no cristianes que provarien la historicitat de la figura de Jesús. Igualment, el llibre XX inclou un passatge sobre "Jaume, germà de Jesús":
Ananies era un saduceu sense ànima. Va convocar astutament el Sanedrí en el moment propici. El procurador Fest havia mort. El successor, Albí, encara no havia pres possessió. Va fer que el Sanedrí jutgés Jaume, germà de Jesús, que era anomenat Crist, i alguns altres. Els va acusar d'haver transgredit la llei i els va lliurar perquè fossin lapidats (Ant., XX, ix, 1).
També hi menciona la mort de Joan Baptista per ordre d'Herodes Antipas (Ant., XVIII, v, 2).

### Contra Apió
"Contra Apió" (κατὰ Ἀπίωνος) és una obra apologètica igualment escrita en grec. Consta de dos volums, en els quals defensa el judaisme entès com a religió i com a filosofia, en particular la seva antiguitat, que oposa a la relativament recent tradició grega. Deu el seu nom a la postura antijueva que Josep identifica en l'autor grec Apió Plistonices. També hi ataca l'obra de Manethó.

### Autobiografia
L'"Autobiografia" o "Vida de Flavi Josep" (Ἰωσήπου βίος / Iôsephou Bios) és un relat, escrit en grec, de les seves vivències, tot i que també conté moltes dades històriques que complementen les seves altres obres.

### Altres obres
- Εἰς Μακκαβαίους, ἢ περὶ αὐτοκράτορος λογισμοῦ
- περὶ τοῦ παντός, apòcrif.

## Posteritat

### Influència
El judici sobre la figura i l'obra de Josep ha estat i és polèmic. L'ambigüitat a l'hora de fer costat als jueus o de sotmetre's als romans li han valgut qualificatius com el de traïdor dels jueus, fariseu o escriptor de propaganda de Roma; mentre l'apologia del judaisme entre els romans i la seva concepció del que hauria de ser un jueu (pacífic i ple de virtuts), li han valgut tot el contrari.
Les seves obres constitueixen un punt de vista complementari als escrits bíblics pel que fa a les relacions entre l'Imperi Romà i el poble jueu en el segle i, els fariseus i els essenis, Herodes el Gran, Ponç Pilat, Agripa, Joan Baptista, Jaume, el germà de Jesús, etc.

### Difusió
Durant l'edat mitjana va ser un autor molt llegit i es van fer nombroses traduccions de les seves obres (en particular de les Antiguitats judaiques) al llatí i a les llengües vulgars, també al català. En circularen manuscrits ricament il·luminats i va ser objecte d'edicions incunables.
L'any 1544 l'humanista Arnoldus Arlenius edità la primera versió moderna de les seves obres completes en l'original grec. D'entre les edicions de l'obra completa en altres llengües destaca l'anglesa de William Whiston (1732). Les edicions crítiques recents de l'obra original en grec parteixen de manuscrits medievals conservats a França i a Espanya sobretot.

### Josep en català
Les Antiguitats judaiques van ser traduïdes al català durant el període medieval, probablement durant el regnat de Joan I (1387-1396). A la part de la biblioteca reial inventariada a la mort del rei Martí (1410) compareix un manuscrit d'aquesta traducció.
El 1482 Nicolau Espindeler va imprimir a Barcelona una edició incunable de la mateixa obra (Libre de les antiquitats judaycas) que es diu traduïda per fra Pere Llopis, tot i que segurament hi actuà com a censor.